# Henri de la Tour d'Auvergne de Turenne
Henri de La Tour d'Auvergne, Vicomte av Turenne, född 11 september 1611 i Sedan, död 27 juli 1675 (stupad), vicomte, var en fransk fältherre och generalmarskalk 1660. Han ansågs av Napoleon vara en av historiens främsta fältherrar.

## Biografi
Turenne föddes 1611 i Sedan som andre son till hertig Henri de La Tour d'Auvergne, hertig av Bouillon och prinsessan Elisabet, dotter till Vilhelm I av Oranien. Han erhöll en omsorgsfull protestantisk uppfostran och gick redan 1626 i nederländsk tjänst. 1630 inträdde han som överste i fransk tjänst, fick 1634 ett regemente och utnämndes 1635 till generalmajor, varefter han kämpade än i Tyskland, än i Italien. Han utnämndes till marskalk av Frankrike 1643 och fick 1644 högsta befälet över franska armén i Tyskland under det pågående trettioåriga kriget. Armén befann sig i en mycket olycklig ställning. Men Turenne förbättrade snart läget och utförde sedan många framgångsrika krigsbedrifter, bland andra segern i slaget vid Zusmarshausen 1648, vilken han vann i förening med Karl Gustav Wrangel. Efter denna seger kunde Turenne flytta krigsskådeplatsen ända in i södra Bayern.
Efter ett års vila var Turenne åter i strid, denna gång i Frankrike, där han under Fronden en tid kämpade mot franska kronan. 1651 försonades han dock med denna och anförde framgångsrikt dess här mot Condé och spanjorerna i det långvariga krig på vilket hans seger vid Dunkerque (1658) kom att utgöra slutet. Den för Frankrike förmånliga pyreneiska freden blev resultatet. År 1660 blev han generalmarskalk.
Turenne åtnjöt därefter en period av fred och lugn i fjorton år, det korta fälttåget i det dåvarande Spanska Nederländerna, (idag del av Belgien) 1667 under devolutionskriget oräknat. 1668 övergick han till katolicismen. År 1672 kallades den sextioårige marskalken åter ut på krigsskådeplatsen under Ludvig XIV:s krigståg mot Holland för att bekämpa Österrikes arméer. Nu följde de fyra fälttåg vid Rhen mot den honom värdige motståndaren Raimondo Montecuccoli. Fälttågen ifråga kan sägas vara typiska för 1600- och 1700-talens krigföring. Turenne blev träffad av en kanonkula och stupade under slaget vid Salzbach 1675.

## Eftermäle
Till hans minne restes i Sasbach 1829 en obelisk. Hans staty finns i Versailles.